# Жест, Ален
Ален Жест — французский политик, бывший депутат Национального собрания Франции.

## Биография
Родился 27 декабря 1950 года в Амьене (департамент Сомма). По профессии - консультант. Начал политическую деятельность в 1985 году, став советником Генерального совета депаратамента Сомма от кантона Корби. В 1992-2001 годах был вице-президентом совета, отвечал за вопросы охраны окружающей среды. С 2001 по 2004 годы был президентом Генерального совета депаратамента Сомма.
В 1993 году впервые был избран депутатом Национального собрания Франции от 6-го избирательного округа департамента Сомма. В 1995-1997 годах был председателем комиссии Национального собрания по расследованию действий религиозных сект. В 1997 году уступил на очередных выборах социалисту Жаку Флёри, но в 2002 году взял реванш, а в 2007 году в третий раз победил на выборах депутата Национального собрания.
На выборах в Национальное собрание 2012 года после реорганизации округов в департаменте Сомма стал кандидатом партии Союз за народное движение по 4-му избирательному округу департамента Сомма и одержал победу, получив 50,55 % голосов.
30 марта 2014 года правый список во главе с Брижитт Фуре выиграл выиграл муниципальные выборы в Амьене с 50,39% голосов. 4 апреля 2014 года она избрана мэром города, а Ален Жест стал вице-мэром вопросам международных отношений и делам ветеранов. 17 апреля 2014 года по предложению Брижитт Фуре совет представителей коммун агломерации Амьен избрал его президентом метрополии Амьен. На праймериз Республиканцев в 2016 году поддерживал Николя Саркози.
В марте 2017 года закон о невозможности совмещения мандатов потребовал от него сделать выбор между общенациональным и местным мандатами. Ален Жест решил сохранить пост президента метрополии Амьен и не стал баллотироваться на очередных выборах в Национальное собрание. В июне 2017 года он также ушел в отставку с поста лидера партийной организации Республиканцев в департаменте Сомма, который занимал с 2010 года, чтобы посвятить себя исключительно Амьену и его агломерации.

## Занимаемые выборные должности
18.03.1985 — 29.03.1992 — член генерального совета департамента Сомма

17.03.1986 — 22.03.1992 — член регионального совета Пикардии 

19.03.1989 — 10.03.2001 — вице-мэр коммуны Эи (департамент Сомма) 

23.03.1992 — 30.05.1993 — вице-президент регионального совета Пикардии 

30.03.1992 — 18.03.2001 — вице-президент генерального совета департамента Сомма

02.04.1993 — 21.04.1997 — депутат Национального собрания Франции от 6-го избирательного округа департамента Сомма

16.03.1998 — 30.07.2002 — член регионального совета Пикардии 

19.03.2001 — 28.03.2004 — президент генерального совета департамента Сомма

19.06.2002 — 17.06.2012 — депутат Национального собрания Франции от 6-го избирательного округа департамента Сомма

18.06.2012 — 20.06.2017 — депутат Национального собрания Франции от 4-го избирательного округа департамента Сомма 

с 04.04.2014 — вице-мэр города Амьен

с 17.04.2014 — президент метрополии Амьен